# Contea di Randolph (Carolina del Nord)
La contea di Randolph (in inglese Randolph County) è una contea dello Stato della Carolina del Nord, negli Stati Uniti. La popolazione al censimento del 2000 era di 130 454 abitanti. Il capoluogo di contea è Asheboro.
È la città natale dei piloti automobilistici Lee Petty e Richard Petty (rispettivamente padre e figlio).